# Mangiafegato Johnson
John Johnson detto Mangiafegato (1824 circa – 21 gennaio 1900) è stato un militare statunitense.
Sulla sua vita è stato modellato il personaggio immaginario Jeremiah Johnson, protagonista del film western Corvo rosso non avrai il mio scalpo!.

## Biografia
Si dice che Johnson sia nato vicino a Little York, nel New Jersey, con il cognome Garrison. Entrò nella Marina degli Stati Uniti nel 1846 e, dopo aver percosso un ufficiale, disertò, cambiò il suo nome in John Johnson e viaggiò verso ovest a cercare l'oro a Alder Gulch, nel Montana, dove divenne un Woodhawk, fornendo di legna i battelli a vapore. Viene descritto come un uomo grosso, alto circa 1,90 m e di circa 120 kg, seppur di corporatura asciutta.
Ci sono diverse leggende e racconti su John Johnson: la più importante racconta che nel 1847 la moglie indiana fu uccisa dai Crow e che Johnson cominciò una vendetta durata vent'anni contro quella tribù. Di ogni uomo ucciso Johnson ne avrebbe mangiato il fegato; da ciò derivò il soprannome Mangiafegato Johnson. Questa storia fu riportata da un giornalista dell'epoca.
Boone Helm, un altro uomo di frontiera, racconta che Johnson fu catturato da un gruppo di Piedi neri mentre andava in visita dei suoi parenti tra le Teste piatte. I Piedi neri lo legarono dentro un teepee, con una guardia posta a sorvegliarlo, per venderlo successivamente ai suoi nemici Crow. Dopo essersi liberato con i denti dai legacci, Johnson uscì dalla tenda colpì la guardia negli occhi e le fece lo scalpo, dopo di che prese un coltello e le tagliò una gamba, che portò con sé per nutrirsi durante la fuga. Riuscì a fuggire dai Piedi neri e, dopo un viaggio di oltre 300 chilometri, raggiunse la capanna di Del Gue, suo compagno di caccia.
Nel 1864 si arruolò nell'Esercito dell'Unione a Saint Louis come soldato e fu congedato con onore l'anno seguente. Durante gli anni 80 fu nominato vicesceriffo a Coulson e maresciallo di paese a Red Lodge. La sua ultima residenza fu appena fuori da Red Lodge nel Montana.

## Nella cultura di massa
- Corvo rosso non avrai il mio scalpo!, un film del 1972 di Sydney Pollack con Robert Redford, è liberamente ispirato alla vita di John Johnson.
- Mountain Man, un romanzo di Vardis Fisher, è ispirato alle storie su Johnson.
- A Johnson si riferisce un personaggio del Ciclo del Mondo del Fiume, un ciclo di libri di fantascienza scritto da Philip José Farmer.